# Koh e Deh e Hindu
Der Koh e Deh e Hindu (persisch کوه ده هندو Berg Dorf Hindu) ist ein Berg des Koh-e-Baba-Gebirgskammes. 
Er ist 2985 m hoch. Der Berg liegt in der Provinz Wardak, in der Nähe von Maidanshahr.